# Skalmsjösjön
Der Skalmjösjön ist ein 0,5 km² großer See in der schwedischen Gemeinde Örnsköldsvik. Er liegt auf 163 m ö.h. und hat eine Länge von 2,0 km, bei einer maximalen Breite von 240 m.

## Geographie
Der Skalmsjösjön ist ein langgestreckter See, der vom Södra Anundsjöån durchflossen wird und drei Kilometer östlich des Hällvattnet liegt. Am See liegt die Ortschaft Skalmsjö.